# Dialetto acheo
Il dialetto acheo fu una variante del dialetto nord-occidentale della lingua greca antica parlato nella regione storica dell'Acaia, nelle isole di Cefalonia e Zante nelle colonie achee della Magna Grecia, tra cui comprese Sibari e Crotone.

## Caratteristiche linguistiche
Il dialetto acheo, attestato almeno fino al 350 a.C., subì l'influenza del vicino greco dorico, soprattutto della parlata della vicina Corinto. Il grammatico alessandrino Esichio attribuita al dialetto parlato in Acaia le seguenti parole:
- καιρότερον, kairoteron (attico: ἐνωρότερον, enôroteron) "prima", composto dalle parole kairos e enôros "precoce" (si veda Ore)
- κεφαλίδας, kephalidas (attico: κόρσαι, korsai) "basette" (kephalides era usato come sinonimo per epalxeis "bastioni")
- σιαλίς, sialis (attico: βλέννος, blennos) "melma", "fango" (si veda anche il greco moderno σάλιο, salio "saliva")

In età ellenistica i decreti della Lega achea vennero redatti in una variante della koinè attestata con continuità fino al I secolo a.C. Questo dialetto non sviluppò le caratteristiche estreme tipiche di altri dialetti della Koiné parlati nelle aree dove era stati presenti il dialetto dorico e gli altri dialetti nord-occidentale. In particolare, nelle sue attestazioni in Arcadia il greco acheo si distingue molto facilmente dal locale dialetto arcado-cipriota.